# سكوت فولتون
سكوت فولتون (بالإنجليزية: Scott Fulton)‏ هو لاعب دوري الرغبي أسترالي، ولد في 7 مارس 1973.